# Шкляр Василь (Сірко)
Васи́ль Шкля́р (псевдонім Сірко), (1872 ? — 1922 ?) — військовий діяч, член уряду УНР, організатор українського підпілля на півдні України.

## Життєпис
Василь Шкляр-Сірко (Скляр) народився в селі Веселі Терни — Криворізького району Дніпропетровської області, розташоване над річкою Саксагань та прилегле до станції Колачевської.
До 1914 року працював конторником на руднику Дубова балка.
Воював під час Першої світової війни.
Після Лютневої революції включився в українське життя.
1919 року служив у війську УНР.
Потрапив у «трикутник смерті» (Любар — Чортория — Миропіль), де українсько військо було оточенно трьома арміями — Красною, Добровольчою та польською. Під час Першого зимового походу Василь Шкляр працював при штабі Київської групи Юрка Тютюнника.
Також, 1919 року разом із Сергієм Клепачем створив підпільну організацію на Катеринославщині, до якої входили переважно боротьбисти.
В 1920 р. — учасник повстання проти совєтської влади, очевидно у складі Степової дивізії.
21 листопада 1920 р. Армія УНР та урядові інституції під тиском червоних змушені були перейти через Збруч. Був інтернований.
1921 року — повертається на батьківщину. Уряд Петлюри вислав його на Криворіжжя для організації цивільної влади, яка мала постати після успішного, як планувалося, повстання. Керував підпіллям півдня України.
В 1922 р. — керівник Другого району Першої (Південної) повстанської групи, який охоплював західно-південну частину Миколаївської губернії, а саме: Вознесенський, Миколаївський та Херсонський повіти. Підписувався Шкляр як комісар 3-го цивільного району Південно-Східного фронту, тобто як керівник «цивільної влади» півдня України.
Налагоджав зв'язки з отаманами Холодного Яру, Чорного Лісу, та інших районів. В 1922 році координував роботу щодо створення в Таврії загону під керівництвом Панаса Онисимовича Калачника. Зв'язався у Таврії із загоном врангелівців Виноградова, який бажав приєднатися під час повстання для спільних дій.
Протягом 1921—1922 років ЧК розробило цілий ряд спецоперацій по ліквідації українського національного руху та її лідерів. В 1921 році чекісти перехопили полковника Петра Трохименка і сотника Юхима Терещенка, які прямували до «Холодного Яру» з Польщі.
Вони стали ключовими гравцями в операції по ліквідації українського запілля на Півдні України. З метою конспірації Трофименко став командувачем, твореною ЧК «Чорноморської повстанської групи» під псевдонімом «генштабу полковник Гамалія». Начальником штабу групи чекісти призначили Терещенка, псевдонім — «сотник Завірюха».
17 серпня 1922 року до Товстої могили, що неподалік с. Варварівки прибули на Раду отаманів Василь Шкляр, Чорний Ворон (Платон Черненко), Лютий (Ялисей Черевик), Степан Бондаренко, Іван Філоненко, Сергій Клепач, Йосип Коваль, Корній Манько, Олександр Воїнов-Ґонта, Яремчук, Стулій, кубанець Кость Здобудь-Воля. Там їм було представлено нових «представників Уряду УНР».
Василь Шкляр-Сірко відмовився підкоритися Трохименку, бо у нього «немає мандату з-за кордону». Але більшість отаманів висловилися за підпорядкування «штабу Гамалії».
Згідно з даними ҐПУ, арештований. Подальша доля невідома.

## Вшанування пам'яті
У місті Кривий Ріг є вулиця Василя Шкляра. 